# 香港巴士路線編號
在香港交通工具中，公共巴士、專線小巴及居民巴士均有固定的路線編號。香港的專利巴士公司在開辦新路線時，都會按照一定規律制定路線編號，令乘客可從巴士路線的編號，得知該巴士路線往來的地方。例如往來香港國際機場和市區的機場巴士路線，都會以英文字母“A”字作為路線編號的開首；大嶼山東涌經青馬大橋或屯門至赤鱲角連接路往來香港其他地區的對外路線，都會以英文字母“E”字作為路線編號的開首。

## 公共巴士
香港巴士的路線編號可分為「香港島巴士路線編號」、「九龍及新界區路線編號」、「大嶼山巴士路線編號」、「港鐵巴士路線編號」、「過海隧道巴士路線編號」，以及「機場及北大嶼山對外巴士路線編號」。這6套路線編號系統各不相干，例如在香港島、九龍及大嶼山，都分別有各自的1號線、2號線等。
以前的空調巴士線是以2字頭（九龍及新界）或5字頭（香港島）作為識別的。但隨着全港巴士路線已於2012年5月全面轉以空調巴士行走，2字頭或5字頭路線已經再無其獨特意思。

## 專線小巴
專線小巴的路線編號分為「香港島專線小巴路線編號」、「九龍專線小巴路線編號」及「新界專線小巴路線編號」3種。它們的編號也是各不相干，香港島、九龍及新界亦分別有小巴1號線、2號線等。至於過海隧道小巴方面，它們的編號並沒有特別的區分，只是跟普通港島區或新界區的路線編號相近似。

## 居民巴士
居民巴士舊稱屋邨巴士，是居民團體向運輸署申請開辦，以彌補公共交通不足的另類巴士服務。以前屋邨巴士的編號只是2至3個號碼，後加R字。第一條屋邨巴士是由沙田第一城往九龍塘站的602線（此線編號後被改為62R）。
約在2003年起，編號被更改以區別香港島、九龍及新界區路線，新編號分別以HR、KR及NR開始。而愉景灣則從新界區分拆出來，編號以DB開始，並以R、P、S、A結尾（後三者為特別班次）。大嶼山及機場範圍，除了愉景灣及馬灣接駁巴士外，包括東涌部分屋苑來往東涌站的居民巴士(包括NR04、NR05和NR06)

## 專利巴士路線編號字頭

### 號碼及代表區域（个、十位）
九巴（九龍及新界）
- 1-29 九龍市區（油尖旺區、深水埗區、九龍城區、黃大仙區、觀塘區，惟20系及22系路線由城巴經營；另外，13、19、213E及600始發總站位於西貢區）
- 30-49 荃灣區、葵青區（其中46X原於葵青區設始發總站已延長至九龍市區之深水埗區，包括荃灣區及葵青區來往沙田區巴士路線、及葵青區來往西貢區之49）
- 50-69 屯門區、元朗區（63R、64P及65K除外，因以前的總站於元朗區而來的；惟50系、55及56系路線由城巴經營）
- 70-79 大埔區、北區、白石角（包括元朗區來往北區巴士路線，272K及272S除外，兩者皆是沙田區路線，皇后山市區線78X及79X由城巴經營）
- 80-89 沙田區
- 90-99 西貢區 （891除外，該是沙田區及九龍城區路線）

城巴（香港島）
- 1，10-19 半山區、山頂及跑馬地（10、14系及18系路線除外）[6][7][8]
- 2，20-29 大坑、北角、鰂魚涌、筲箕灣（啟德專線城巴20線及城巴22線除外）（629系路線及已取消的29R除外）
- 3，30-39 薄扶林、置富花園
- 4，40-49 華富邨、數碼港
- 5，50-59 堅尼地城、摩星嶺、青洲填海區預留路線檔號（50-59已被擱置）(屯門54區城巴50系、55及56路線除外)
- 6，60-69 淺水灣、赤柱、馬坑
- 7，70-79 田灣、香港仔、石排灣、黃竹坑、深灣（皇后山市區線78X及79X除外)
- 8，80-89 柴灣、小西灣、杏花邨
- 9 石澳、鶴咀及大浪灣
- 90-99 鴨脷洲

### 百位數
- 1 紅磡海底隧道路線[9]
- 2 前身為「黃底紅字」豪華巴士路線和九龍及新界區空調巴士路線，自2012年香港轉為全空調巴士服務後已經與其他路線沒有分別，現時只用作兩位數字路線編號延伸。（城巴260線除外，為港島特快旅遊路線）
- 3
  - 於繁忙時間服務的過海隧道路線（307、N368及N373除外；307現為全日過海隧道路線[10]，N368及N373為通宵過海隧道路線）
  - 於假日或特別日子服務的路線（只適用於港島區）
- 5 
  - 港島區路線，前身為空調巴士路線，現時與其他路線沒有大分別（港鐵巴士506綫除外，506前身是同編號的輕鐵路線，目前以巴士行駛）
  - 城巴十四鄉路線
- 6 東區海底隧道路線（628、629及634系列除外，629乃由同編號的非專營路線改為專營的路線，628及634不是專營巴士線，乃是員工巴士線，寫在此以防混亂）
- 7
  - 港島東區走廊特快路線
  - 城巴將軍澳及西九龍專線
- 8 沙田馬場特別路線[11]
- 9 西區海底隧道路線[12]

### 英文字母字首
- A 字頭（A 為 Airport 或 Airbus 簡寫）[13][14]：
  - 機場巴士線，通常不會經東涌新市鎮及機場貨運區，直接到達機場客運大樓（A35除外）
- B 字頭：
  - 來往邊境管制站（B 為 Border 簡寫；落馬洲支線管制站、港珠澳大橋香港口岸、深圳灣口岸或香園圍管制站）的路線（B1、B2、B2P、B3、B3A、B3M、B3X、B4、B5、B6、B7、B8、B9）
  - 購物路線（已取消的B1；現時沒有使用）
- E 字頭（E 為 External 簡寫）[15][16][17]：機場及北大嶼山對外巴士路線（往機場路線通常會繞經東涌新市鎮或機場貨運區）
- FE 字頭（FE為Formula E 簡寫）：三級方程式賽事接駁巴士路線 （FE1）
- H 字頭：
  - 醫院特別路線（H 為 Hospital 簡寫；SARS時期開辦的H1，現已取消）
  - 香港島人力車觀光巴士路線（H 為 Hong Kong Island 簡寫；H1、H2、H3及H4）
- HK 字頭：
  - 2008年奧運會馬術比賽免費接駁巴士路線（HK 為 Hong Kong 簡寫）（HK1、HK2、HK3；現已沒有路線使用）[18]
  - 九巴「遊．九龍」旅遊路線（HK1）
- K 字頭（K 為 KCR 簡寫）：港鐵東鐵綫、西鐵綫接駁巴士路線，服務大埔、元朗、天水圍及屯門（參看港鐵巴士）
- M 字頭（M 為 MTR 簡寫）：接駁港鐵機場快綫車站的巴士路線（已取消的城巴M47線及新巴M49線；新巴590及722線曾分別為M590及M722；現已沒有路線使用）
- N 字頭（N 為 Night 簡寫）[19][20]：通宵巴士線
- NA字頭：特快機場通宵巴士路線
  - 直接來往港珠澳大橋香港口岸、機場客運大樓及市區，不經東涌。
- P 字頭
  - （P 為 Premium  簡寫）：豪華巴士（P960、P968）
  - （P 為 Passenger 簡寫）：來往機場及北大嶼山之輔助路線、延伸路線（已取消的P1、P12、P21、P22；現時沒有使用）
- R 字頭：
  - 迪士尼樂園路線[21]（R 為 Resort 簡寫）
  - 渣打馬拉松特別路線（R 為 Run 簡寫）
  - 軍營開放日旅遊路線（九龍巴士R78線）
- S 字頭（S 為 Shuttle 簡寫）[14]：機場——東涌穿梭巴士路線（S1、S52、S56、S64、S65）
- SP字頭：由啟德體育園開出之單程散場巴士（SP 為 Sport 簡寫；SP1、SP2、SP3、SP5A、SP5B、SP6、SP7、SP9、SP10、SP11）
- T 字頭：
  - 消閒旅遊路線，只於假日或特定日子服務（T 為 Tourist 簡寫；包括已取消的T1、T6；現時沒有使用）
  - 臨時路線（T 為 Temporary 簡寫；現時沒有使用）
  - 東鐵綫服務輔助路線（包括T74、T80、T270及T277，惟T80線的開辦背景與紓緩鐵路擠迫無關）
- W 字頭：高鐵香港西九龍站特快接駁巴士路線 （W 為 West Kowloon 簡寫 ; W2、W3、W4及已取消的W1）
- X 字頭：
  - 亞洲國際博覽館活動特別路線（X 為 eXpo 或 eXhibition 簡寫；X1、X33、X36、X40、X43、X47）
  - 停站數目極少的特快路線（X 為 eXpress 簡寫；城巴X962、城巴X15線、城巴X970、九巴X42C、九巴X42P、九巴X89D、九巴X6C、城巴X8、城巴X9及已取消的新巴X49線）
  - 青嶼幹線遊覽路線 （包括第一代城巴X11線、第一代城巴X21線、龍運巴士X31線及龍運巴士X32線，已全數停辦）
- Y 字頭︰
  - 颱風特別路線（Y 為 tYphoon 簡寫；Y31、Y41）

### 英文字母字尾
- A、B、C、D、E、F、G字尾：同區域路線、輔助路線或延伸路線，無特定意思（備註:G字尾只有962G）
- H 字尾（H 為 Hospital 簡寫）：醫院接駁路線（包括九龍巴士九巴14H、32H、城巴8H線、新大嶼山巴士37H線及已取消的九巴45H）
- K 字尾（K 為 KCR 簡寫）[22]：接駁九廣鐵路——英段（後來的「九廣東鐵」，今港鐵東鐵綫(紅磡至上水段)）車站路線
- M 字尾（M 為 MTR 簡寫）：接駁地鐵（今港鐵觀塘綫、荃灣綫、港島綫、將軍澳綫及東涌綫等）車站路線；兩鐵合併後代表「港鐵」
- N 字尾（N 為 Night 簡寫）：只於深宵時段服務的路線（只有城巴969N及已被更改編號的城巴962N）
- P 字尾（P 為 Peak hour 簡寫）：只於繁忙時間服務的路線（九龍巴士8P線、276P線、九龍巴士40P線、城巴8P線、城巴70P線、城巴A29P線、龍運A41P線、龍運A43P線、港鐵巴士K75P線及嶼巴B2P線除外：它們均為全日服務路線）
- R 字尾（R 為 Recreation 簡寫）[23]：消閒路線，只於假日或特定日子服務
- S 字尾（S 為 Special 簡寫）：只於繁忙時間或特別日子服務的路線（城巴796S線、九龍巴士270S線、九龍巴士271S線、九龍巴士293S線及城巴701S線則為深宵服務路線，但非整個深宵；九龍巴士89S線則為全日路線）
- T 字尾 (T 為 Trial 簡寫) ：試辦路線 (只有城巴A11T線，現已取消)
- U 字尾：屯門公路轉車站接駁路線（只有九龍巴士61U線、九龍巴士67U線及九龍巴士68U線，現已取消）
- X 字尾（X 為 eXpress 簡寫）：行走快速公路或特快巴士路線（城巴N8X線除外）

## 專利巴士號碼牌顏色
- 無色底黑字（底色與站牌顏色相同） - 九巴一般路線（包括270S、271S及293S）；嶼巴一般路線（只限總站牌）；港鐵巴士；城巴一般路線（合併後的站牌）
- 白底黑字 - 嶼巴深西快線（B2、B2P及B2X）
- 藍底白字 - 城巴一般路線（合併前的站牌）；城巴特快路線（合併後的站牌）；嶼巴一般路線（只限分站牌）
- 紅底白字 - 行經紅磡海底隧道或東區海底隧道之日間過海路線[24]；城巴日間機場、北大嶼山對外路線（E字頭（E11系除外）、已取消的P21）；城巴口岸路線（B3、B3A、B3M、B3X、B5、B7、B8）
- 紅底黃字 - 嶼巴機場路線（現只有A35）
- 橙底白字 - 龍運日間機場、北大嶼山對外路線（E字頭）
- 玫瑰金底白字 - 九巴星級尊線（現有P960及P968線）
- 橙底藍字 - 龍運日間機場穿梭路線（S字頭）
- 棗紅底白字 – 城巴機場快線（A字頭、已取消的P12）
- 綠底白字 - 行經西區海底隧道之日間過海路線；城巴E11系
- 淺藍底深藍字 - 城巴迪士尼樂園路線（R字頭；現有R8）
- 深藍底黃字 - 龍運A字頭機場路線
- 深藍底白字 - 龍運迪士尼樂園路線（R字頭；現有R33和R42）
- 黑底白字 - 九巴通宵服務路線（270S、271S及293S被歸類為一般路線）；龍運通宵服務路線
- 黑底黃字 - 城巴通宵服務路線（701S和796S被歸類為一般路線）；嶼巴通宵服務路線（顔色比城巴的暗一點）

## 專綫小巴路線編號字頭
香港島及九龍的專綫小巴編號沒有大致規律，通常按照路線開辦的時序編排。
新界區因為專綫小巴路線數目眾多，故編號需按照地區分類。

### 十位數
只適用於一或兩位數字的新界專綫小巴路線編號：
- 0、1 西貢區
- 2 大埔區（27以香港科學園為總站的班次除外；香港科學園屬沙田區）
- 3、7 元朗區
- 4 屯門區（46M及47M除外；它們均為葵青區路線）
- 5 北區
- 6 沙田區
- 8、9 荃灣區及葵青區

### 百位數
只適用於三位數字的新界專綫小巴路線編號：
- 1 西貢區（140M除外；140M為屯門區路線）
- 3 荃灣區
- 4 葵青區（481系列、482除外；它們均為荃灣區路線）
- 5 北區
- 6 元朗區（605除外；605為北區路線）
- 8 沙田區
- 9 離島區

### 英文字母字尾
- A、B、C、D、E、F、G 字尾：同區域路線、輔助路線或延伸路線
- K 字尾：接駁港鐵東鐵綫及西鐵綫車站路線
- M 字尾：接駁港鐵觀塘綫、荃灣綫、港島綫、將軍澳綫及東涌綫車站路線（新界區專線小巴20M線除外，並不接駁任何港鐵站）
- P 字尾：只於繁忙時間服務的輔助路線（89P、90P、611P除外；它們均為全日服務）
- R 字尾：消閒路線
- S 字尾：通宵線或輔助路線
- X 字尾：特快專綫小巴路線或短程輔助路線
- Y 字尾：特快專綫小巴路線或短程輔助路線（曾用於九龍小巴6Y，現已取消）

## 簡單分類表
|                         |                                              | 公共巴士 | 專線小巴                                    | 居民巴士                                       |
| ----------------------- | -------------------------------------------- | --- | ------------------------------------------- | ---------------------------------------------- |
| 香港島                  | 中西區、灣仔區、東區                         | 1-27（不包括4, 6, 7, 9, 14）, 80-89, 388, 389, 511, 720, 722, 780, 788, 789                                                                                  | 1-69                                        | HR36-87                                        |
| 香港島                  | 南區                                         | 4, 6, 7, 9, 14, 30-49, 60-79, 90-99, 260, 314, 347, 592, 595, 629                                                                                            | 1-69                                        | HR36-87                                        |
| 九龍                    | 九龍市區                                     | 1-29（不包括13, 19）, 200-229, 701-709 | 2-90                                        | KR11-52                                        |
| 新界 （或新界往返九龍） | 葵青區、荃灣區                               | 30-49, 230-249, 848 | 46M, 47M, 80-99, 301-313, 401-413, 481, 482 | NR31-49, NR301-342, NR401-412                  |
| 新界 （或新界往返九龍） | 屯門區                                       | 50-69, 250-269, 868, 869, 506, K51-76 | 40-49, 140                                  | NR70-79, NR700-758                             |
| 新界 （或新界往返九龍） | 元朗區                                       | 50-69, 250-269, 868, 869, 506, K51-76 | 30-39, 70-79, 601-604, 606-616              | NR90-99, NR901-956                             |
| 新界 （或新界往返九龍） | 大埔區                                       | 70-79, 270-279（272K/S除外）, 872, K12, K14, K17, K18 | 20-29                                       | NR50-59, NR501-528                             |
| 新界 （或新界往返九龍） | 北區                                         | 70-79, 270-279（272K/S除外）, 872, K12, K14, K17, K18 | 50-59, 501, 502, 503, 504, 605              | NR10-19, NR101-114                             |
| 新界 （或新界往返九龍） | 沙田區                                       | 80-89, 272K, 272S, 280-289, 580-589, 887, 888, 889, 891 | 60-69, 801-811                              | NR60-69, NR80-89, NR801-833                    |
| 新界 （或新界往返九龍） | 西貢區                                       | 13, 19, 90-99, 213E, 290-299, 790-799, 893 | 1-19, 101-113, 117A, 117B                   | NR20-29, NR201-NR214                           |
| 海底隧道巴士路線        | 途經紅磡海底隧道                             | 100-199, 373, N368, N373 | 使用香港島或新界區專線小巴路線編號          | 使用新界區居民巴士路線編號                     |
| 海底隧道巴士路線        | 途經東區海底隧道                             | 600-699, 302, 307, 373 | 使用香港島或新界區專線小巴路線編號          | 使用新界區居民巴士路線編號                     |
| 海底隧道巴士路線        | 途經西區海底隧道                             | 900-999, X962, X970 | /                                           | 使用新界區居民巴士路線編號                     |
| 大嶼山及機場路線        | 嶼南內線（包括昂坪）                         | 1, N1, 2, 4, 21 | /                                           | /                                              |
| 大嶼山及機場路線        | 嶼南或小蠔灣至東涌線                         | 3M, 11, 23, 34, 36 | /                                           | /                                              |
| 大嶼山及機場路線        | 東涌區內線                                   | 37-39, N37, N38 | /                                           | NR04-NR06                                      |
| 大嶼山及機場路線        | 九龍至嶼南線                                 | 1R | /                                           | /                                              |
| 大嶼山及機場路線        | 嶼南至機場線                                 | A35, N35 | /                                           | /                                              |
| 大嶼山及機場路線        | 機場穿梭巴士線（機場至東涌）                 | S1, S56, S64, S64X, N64 | /                                           | /                                              |
| 大嶼山及機場路線        | 機場後勤區往九龍、港島、新界（包括東涌）路線 | S52, S52A, S52P, S64C, S64P, E21C, E22C, E36C, E37C, E42C | /                                           | /                                              |
| 大嶼山及機場路線        | 機場或東涌往九龍、港島、新界（離島除外）路線 | A字頭, NA字頭, E字頭, N11, N21, N21A, N23, N26, N29, N30, N31, N42, N42A                                                                                     | /                                           | /                                              |
| 大嶼山及機場路線        | 迪士尼樂園特別路線                           | R8, R33, R42 | /                                           | /                                              |
| 大嶼山及機場路線        | 亞洲國際博覽館特別路線                       | X1, X33, X36, X40, X43, X47 | /                                           | /                                              |
| 大嶼山及機場路線        | 愉景灣路線                                   | 1, 2, 3, 5, 6, 15, 18, C4, C9, S1-7 | /                                           | DB01P/R, DB02R/A, DB03P/R, DB04R, DB06R, DB08R |
| 跨境口岸路線            | 往來落馬洲支線口岸路線                       | B1 | 75                                          | /                                              |
| 跨境口岸路線            | 往來深圳灣口岸路線                           | B2, B2P, B2X, B3, B3A, B3M, B3X, XB2 | 618                                         | /                                              |
| 跨境口岸路線            | 港珠澳大橋往九龍、港島、新界路線             | A10, A11, A12, A17, A21, A22, A23, A25, A26, A28, A29, A30, A31, A32, A33X, A34, A35, A36, A37, A38, A41, A41P, A42, A43, A46, A47X, NA字頭, B4, B5, B6, N35 | 901                                         | /                                              |
| 跨境口岸路線            | 往來香園圍口岸路線                           | 79K, B7, B8, B9 | 59K, 59S                                    | /                                              |

## 外部連結
- 中原地圖 （页面存档备份，存于）（參看巴士站相）
- http://www.i-busnet.com/busroute （页面存档备份，存于）
- 香港巴士路線[永久]